# Década de 190
Séculos: (Século I - Século II - Século III)
Décadas: 140 150 160 170 180 - 190 - 200 210 220 230 240
Anos: 190 - 191 - 192 - 193 - 194 - 195 - 196 - 197 - 198 - 199